# Jimmy Skidmore
James Richard "Jimmy" Skidmore, né le 8 février 1916 à Manor Park, Londres, Angleterre et mort le 22 août 1998, est un saxophoniste ténor de jazz anglais.

## Carrière
Né à Londres, Jimmy Skidmore est surtout connu pour son travail avec George Shearing de 1950 à 1952. Il a néanmoins travaillé avec de nombreux autres musiciens de jazz dont Humphrey Lyttelton, Victor Feldman, Kenny Baker, Ronnie Ross, Kathy Stobart... ou encore son fils Alan Skidmore, également saxophoniste ténor et soprano.

## Discographie sélective

### En tant que leader
- Skidmarks (1972)

### En tant quesideman
- Oh Monah avec Nat Gonella (Philips)
- Kenny Baker and Jazz Today Unit (Polygon Records)
- Kenny Baker and Friends (Nixa Records)
- The Melody Maker's All-Stars (Nixa Records)

Avec Humphrey Lyttelton
- Humph Plays Standards (Bethlehem)
- Humphrey Lyttelton and his Band (London)
- Music In the Making (Vogue)
- Jazz Today Unit (Esquire Records)
- Jazz Showcase (Nixa Records)